# FACELESS MAN
『FACELESS MAN』（フェイスレス・マン）は、日本のロックバンドであるTHE BOOMが発表した5枚目のアルバム。1993年8月21日発売。

## 解説
ボーカル宮沢和史が前年のディック・リーのミュージカル「ナガランド」に参加してバリ島を訪れた際、このアルバムのアイデアが浮かんだという。アルバム自体が一つの物語のようになっており、アジアのある王国の物語を舞台にしている。ジャンルはロックであるものの、収録曲は沖縄民謡、ロック、ポエットリーディング、ファンク、ゴスペルなど多種多様。
本作では外部プロデューサーとして久保田麻琴、朝本浩文、R.J.W.を招いた。サポート・ミュージシャンも以前はホーン・セクションやキーボードなど最小限に限っていたが、今回はチト河内などパーカッショニストも参加、「いいあんべえ（毛遊び）〜唐船ドーイ（沖縄民謡）」ではチャンプルーズのメンバーと共演（チャンプルーズのリーダーである喜納昌吉の名も、"Special Thanks" にクレジット）。
コンサートに至ってはダンサー（前年の宮沢が参加したミュージカルで共演した人々）も参加。
このあたりからBOOMは4人ではなく、他のミュージシャンやダンサーをも含めた「大所帯のバンド」だ、と宮沢は認識するようになった。これは彼らの音楽の幅がさらに広がったということを意味すると同時に、もはや4人で（あるいは最小限のサポートミュージシャンを加えるだけで）彼らの音楽は表現できない、ということも意味している。
「目覚めのメロディー」では、前作の「思春期」収録の「憂鬱なファーブル」に続き、ベースの山川がボーカルを担当。
2005年8月3日、デジタルリマスターされ再発売。ボーナス・トラックとして「de ja vu」（シングル「月さえも眠る夜」カップリング）と「18時」（シングル「真夏の奇蹟」収録のオリジナル・ヴァージョン）を収録。

## 収録曲
| 全作詞・作曲: 宮沢和史（特記以外）、全編曲: THE BOOM。 |                                                           |                       |                       |      |
| #                                                      | タイトル                                                  | 作詞                  | 作曲・編曲            | 時間 |
| 1.                                                     | 「いいあんべえ」                                          | 宮沢和史 （特記以外） | 宮沢和史 （特記以外） | 5:04 |
| 2.                                                     | 「YOU'RE MY SUNSHINE」                                    | 宮沢和史 （特記以外） | 宮沢和史 （特記以外） | 5:40 |
| 3.                                                     | 「真夏の奇蹟」                                            | 宮沢和史 （特記以外） | 宮沢和史 （特記以外） | 4:14 |
| 4.                                                     | 「有罪」(作曲: 小林孝至)                                  | 宮沢和史 （特記以外） | 宮沢和史 （特記以外） | 4:29 |
| 5.                                                     | 「雪虫」                                                  | 宮沢和史 （特記以外） | 宮沢和史 （特記以外） | 3:34 |
| 6.                                                     | 「18時」(REMIX)                                           | 宮沢和史 （特記以外） | 宮沢和史 （特記以外） | 5:27 |
| 7.                                                     | 「Honey! Your Turn」                                      | 宮沢和史 （特記以外） | 宮沢和史 （特記以外） | 2:12 |
| 8.                                                     | 「目覚めのメロディー」(作詞・作曲: 山川浩正)              | 宮沢和史 （特記以外） | 宮沢和史 （特記以外） | 4:17 |
| 9.                                                     | 「帽子の行方」                                            | 宮沢和史 （特記以外） | 宮沢和史 （特記以外） | 3:41 |
| 10.                                                    | 「Black Guitar」(作曲: 小林孝至)                          | 宮沢和史 （特記以外） | 宮沢和史 （特記以外） | 3:55 |
| 11.                                                    | 「YES MOM!」                                              | 宮沢和史 （特記以外） | 宮沢和史 （特記以外） | 4:49 |
| 12.                                                    | 「祝日が一日もない町」                                    | 宮沢和史 （特記以外） | 宮沢和史 （特記以外） | 3:51 |
| 13.                                                    | 「幸せであるように」                                      | 宮沢和史 （特記以外） | 宮沢和史 （特記以外） | 3:57 |
| 14.                                                    | 「月さえも眠る夜」                                        | 宮沢和史 （特記以外） | 宮沢和史 （特記以外） | 5:13 |
| 15.                                                    | 「いいあんべえ（毛遊び）〜唐船ドーイ（沖縄民謡）」        | 宮沢和史 （特記以外） | 宮沢和史 （特記以外） | 3:59 |
| 16.                                                    | 「つばき」                                                | 宮沢和史 （特記以外） | 宮沢和史 （特記以外） | 3:20 |
| 17.                                                    | 「de ja vu」(※ボーナス・トラック／2005年再発盤のみ収録。) | 宮沢和史 （特記以外） | 宮沢和史 （特記以外） | 4:09 |
| 18.                                                    | 「18時」(※ボーナス・トラック／2005年再発盤のみ収録。)     | 宮沢和史 （特記以外） | 宮沢和史 （特記以外） | 6:08 |
| 合計時間:                                              | 合計時間:                                                 | 77:59                 |                       |      |

## ツアー
アルバムと連動した全国ツアー"TOUR FACELESS MAN"（1993年9月4日～1994年1月14日）もサポートミュージシャンやダンサーを含め15人を超え、ミュージカルの要素を取り入れたコンサートになった。